# Grisogono
Obitelj Grisogono smatra se najstarijom živućom obitelji u Dalmaciji i vjeruje se da potječe još iz ranog srednjeg vijeka. Prema nekim izvorima kontinuitet članova obitelji može se pratiti od rodonačelnika obitelji Grisogona. U historigrafiji nalazimo dvije plemićke obitelji Grisogono; splitska i zadarska, no iako vrlo moguće njihovo zajedničko podrijetlo nije potvrđeno vrelima.

## Zadarska obitelj Grisogono
Grisogono (zadarski) [grizo'~], zadarski plemićki rod. Ime su stekli po zadarskom svecu-zaštitniku Krševanu (Grisogonus); vjerojatno je prvi poznati član Cossa Grisogoni (1190). U 13. stoljeću. isticali su se rektor Martin (1260), Zoila, predstojnica benediktinskoga samostana sv. Marije u Zadru (1262), Federik (sudac, egzaminator od 1270-ih). 
U srednjem vijeku obitelj je stekla mnogobrojne zemljišne posjede na zadarskim otocima i u zaleđu. Federik i Andrija, sinovi Krševanovi, spominju se od 1370-ih do 1397. kao zadarski suci, egzaminatori i rektori. U 15.st. poznati su rektor Ivan Mavrov (1402), vitez i admiral Ivan Antunov (1403., 1405), soprakomit Bartol Antunov (1433., 1440). Na prijelazu u 16.st. ističe se knežev savjetnik i sudac Donat Antunov. God. 1522. spominje se liječnik Antun; u polovici 16. st. u Mlecima je živjela pjesnikinja Marzia, kći Jeronimova. Njezin je suvremenik pjesnik Jeronim. U drugoj polovici XVI. st. spominju se natpop zadarskoga Kaptola Franjo i kanonik Zavoda sv. Jeronima u Rimu Julije. U popisu zadarskih plemićkih obitelji 1608. zabilježeno je 8 obitelji Grisogono. 
U početku 17. st. djelovali su državni odvjetnik za Dalmaciju Ivan, fizik vojne bolnice u Zadru Ludovik i rektor Generalnog učilišta u Zadru Viktor. U drugoj polovici 16. i prvoj polovici 17. st. poznati su gospodarski pisac Šimun, vitez i guverner Nina Jakov te kapetan Julije. Doktor prava Ludovik jedan je od osnivača zadarske Accademia cinica (1664). Jakov Bartolov primljen je 1690. u trogirsko plemstvo. God. 1694. spominje se pjesnik Antun Ludovikov, utemeljitelj i predsjednik Accademia dei Incaloriti. 
U 18. st. djelovao je svećenik Ivan (u. 1765/66), doktor obaju prava, generalni vikar zadarskih nadbiskupâ V. Zmajevića i M. Karamana. On je posljednji muški odvjetak zadarske obitelji Grisogono, čiju lozu nastavljaju Bortolazzi.

### Grisogono Bortolazzi (Bartolačić)
Jedan se ogranak nazivao Grisogono Bortolazzi (Bartolazzi, Bartolačić); njihov je potomak liječnik i kozmograf Federik Grisogono Bartolačić (Bortolazzi). Od glavnog ogranka u 14. st. poznatiji su sudac Andrija Federikov, vitez Mavro (1337), egzaminator Petar (1340), Krševan Andrijin (rektor 1369), Mavro Andrijin (rektor 1370/71) i Mavro Franjin (rektor 1368). U 16. st. ističu se Antunov sin, liječnik i kozmograf Federik te Petar, soprakomit zadarske galije (1571.) kod Lepanta.
U 17. st. glava obitelji je Šimun, mletački vojni zapovjednik dalmatinske profesionalne vojske i vranski posjednik i guvernadur, ubijen u seljačkim nemirima 1692. Početkom XVIII. st. Šimun i sinovi njegova brata Frane – Antun, Jerolim, Marko i Šimun – stječu naslov kneza (»conte veneto«). U drugoj polovici XVIII. st. Jerolim se spominje kao član zadarske književne akademije »dei Revvivati« (»oživljeni«). 
Šimunovi sinovi – Franjo, Antun (1786–1863) i Dinko – stekli su 1822. austrijsku potvrdu plemstva. Za prve austrijske uprave u Dalmaciji Šimun je bio pukovnik redarstvenih postrojbi. U drugoj polovici 19. st. ističe se Dinko (1836–87), liječnik i kulturni djelatnik među hrvatskim iseljenicima u Argentini. Od 19. st. potomci obitelji žive izvan Zadra.

### Nutrizio Grisogono
U Trogiru od 18. st. djeluje obitelj Nutrizio Grisogono; 1773. Šimun Nutrizio dobio je naslov conte, s pravom da svojemu prezimenu doda prezime obitelji Grisogono i svojemu grbu njihov grb; iz izvora nije jasno njegovo srodstvo sa zadarskim ili splitskim Grisogonima. Podatci o obitelji Grisogono sadržani su u različitim arhivskim fondovima i zbirkama u Državnom arhivu u Zadru, Znanstvenoj knjižnici i Arhivu benediktinskoga samostana sv. Marije.

## Splitska obitelj Grisogono
Grisogono (lat. Chrysogonos), splitska patricijska (plemićka) obitelj koja se u dokumentima učestalije spominje od 15. stoljeća. Moguća je rodbinska povezanost s istoimenom zadarskom plemićkom obitelji s pridjevkom Bortolazzi. Godine 1822. dobili su austrijsku potvrdu plemstva.
Prema kazivanju kronika Tome Arhiđakona (0.1200. – 1268.), kliški knez Domald Snačić zarobio s mnogim splitskim plemićima 1225. godine i oslobođa ga godinu kasnije. Najstariji pouzdani član ove obitelji je Prvoslav Franjin (Perve de Francisco, Pervoslavo di Francisco), koji se u ispravama javlja 1325. i 1327. te 1341. kao egzaminator i sudac.
Članovi obitelji počinju učestalije koristiti prezime od početka 15. stoljeća, a kontinuirano tek od kraja istog stoljeća. Potomci obitelji i danas žive u Splitu te i dalje posjeduju palaču Grisogono na splitskom Peristilu.

#### Grb splitske obitelji Grisogono
Na crvenom polju tri vodoravne zlatne kolone (ešarpe).

## Vanjske poveznice
- Obitelj Grisogono  plemstvo.hr  Arhivirana inačica izvorne stranice od 30. kolovoza 2013. (Wayback Machine)
- Grisogono Hrvatska enciklopedija